# Rasmus Lindh
Rasmus Lindh, född 6 juli 2001 i Göteborg är en svensk racerförare.